# 1863 na música

## Eventos

### Músicas
- La Paloma de Sebastian Iradier e Salaverri.

## Nascimentos
| Data          | Nome                      | Profissão                      | Nacionalidade | Observações | Ref |
| ------------- | ------------------------- | ------------------------------ | ------------- | ----------- | --- |
| 24 de janeiro | Ferdinand Hellmesberger   | violoncelista e maestro        | Áustria       | m. 1940     |     |
| 20 de Março   | Ernesto Nazareth          | pianista e compositor          | Brasil        | m. 1934     |     |
| 2 de Junho    | Felix Weingartner         | pianista, compositor e maestro | Áustria       | m. 1942     |     |
| 8 de Outubro  | Catulo da Paixão Cearense | compositor, músico, escritor   | Brasil        | m. 1946     |     |
| 7 de Dezembro | Pietro Mascagni           | compositor                     | Itália        | m. 1945     |     |

## Mortes
| Data | Nome | Profissão | Nacionalidade | Observações | Ref |
| ---- | ---- | --------- | ------------- | ----------- | --- |